# Altmärkische Höhe
Altmärkische Höhe est une commune allemande de l'arrondissement de Stendal, Land de Saxe-Anhalt.

## Géographie
L'Altmärkische Hohe est une crête séparant les bassins versants des rivières Jeetzel et Aland.
La commune comprend les quartiers suivants :
| - Boock - Bretsch - Dewitz - Drüsedau - Einwinkel - Gagel - Heiligenfelde | - Kossebau - Losse - Lückstedt - Priemern - Rathsleben - Stapel - Wohlenberg |

|          | Zehrental         | Seehausen |
| Arendsee | Altmärkische Hohe |           |
|          |                   | Osterburg |

## Histoire
La commune est née de la fusion le 1er janvier 2010 de Boock, Bretsch, Gagel, Heiligenfelde, Kossebau, Losse und Lückstedt.

## Personnalités liées à la ville
- Friedrich Wilhelm August Bratring (1772-1829), ethnologue né à Losse.